# إدوين كيرو
إدوين كيرو (بالإسبانية: Eduin Quero)‏ (22 أبريل 1997 بسان كريستوبال في فنزويلا - ) هو لاعب كرة قدم فنزويلي في مركز الدفاع.

## روابط خارجية
- إدوين كيرو على موقع قاعدة بيانات كرة القدم.إي يو (الإنجليزية)
- إدوين كيرو على موقع Soccerway.com (الإنجليزية)
- إدوين كيرو على موقع AS.com (الإسبانية)